# Molière (trein)
De Molière was een Europese internationale trein voor de verbinding Parijs - Dortmund. De Molière is genoemd naar Jean-Baptiste Poquelin, een Franse schrijver die onder zijn pseudoniem Molière bekend geworden is.

## Trans Europ Express
De TEE Molière was in 1973 de voortzetting van de TEE Paris Ruhr onder een andere naam. Een paar jaar later is het traject ingekort tot Keulen - Parijs

### Rollend materieel
De treindienst werd uitgevoerd met elektrische tractie met getrokken rijtuigen.

#### Tractie
Als locomotieven zijn de Belgische meersysteem locomotieven reeks 150 ingezet en in Duitsland de serie 112.

#### Rijtuigen
Als rijtuigen werden Franse Inox-rijtuigen van het type Mistral 69 ingezet.

### Route en dienstregeling
| TEE 40 | land      | station       | km  | TEE 41 |
| ------ | --------- | ------------- | --- | ------ |
| 06:55  | Duitsland | Düsseldorf    | 0   | 23:11  |
| 07:21  | Duitsland | Keulen        | 40  | 22:44  |
|        | Duitsland | Aken          | 110 |        |
|        | België    | Verviers      | 140 |        |
| 08:50  | België    | Luik          | 165 | 21:10  |
| 09:32  | België    | Namen         | 225 | 20:34  |
|        | België    | Charleroi Sud | 262 |        |
| 10:29  | Frankrijk | Maubeuge      | 304 | 19:36  |
| **:**  | Frankrijk | St Quentin    | 379 |        |
| 12:10  | Frankrijk | Parijs Noord  | 533 | 17:55  |

De route is op 1 juni 1975 aan de noordkant ingekort tot Keulen. Vanaf 28 mei 1978 werd in St. Quentin in beide richtingen gestopt. Met ingang van 1 oktober 1978 werd alleen op werkdagen gereden en op 26 mei 1979 reed de trein voor het laatst als TEE.

## D-trein
Op 27 mei 1979 reed de Molière als D-trein met twee klassen op hetzelfde traject als de TEE. De trein bestond uit Corail rijtuigen van de SNCF. In 1980 volgde de opwaardering naar Intercity met de treinnummers IC 430,431. In mei 1983 veranderde dit met de verlenging naar Kopenhagen. De trein was nu een nachttrein en kreeg de nummers D 430,431 en volgde de route: København H – Naestved – Nykøbing – Rødby Færge – Puttgarden – Lübeck – Hamburg – Bremen – Osnabrück – Münster – Hamm – Dortmund – Bochum – Essen – Duisburg – Düsseldorf – Köln – Aachen – Verviers – Liège-G. – Namur – Charleroi-Sud – Maubeuge – St. Quentin – Paris-Nord. In mei 1986 volgde, na drie jaar als nachttrein, de inkorting van het traject tot Keulen - Parijs zodat er alleen nog sprake was van een dagtrein.

## EuroCity
Op 31 mei 1987 volgde de opwaardering tot EuroCity. De dienst startte met de treinnummers EC 40, 41, het noordelijke eindpunt was echter niet zoals bij de TEE in Düsseldorf maar in Dortmund. De trein vormde een trio, samen met de EC Gustave Eiffel en de EC Parsifal, zodat er gedurende de dag drie EuroCity verbindingen tussen Parijs en het Ruhrgebied beschikbaar waren.

### Route en dienstregeling
| EC 40 | land      | station       | km | EC 41 |
| ----- | --------- | ------------- | -- | ----- |
| 06:50 | Duitsland | Dortmund Hbf  |    | 23:44 |
|       | Duitsland | Bochum Hbf    |    |       |
|       | Duitsland | Essen Hbf     |    |       |
|       | Duitsland | Duisburg Hbf  |    |       |
|       | Duitsland | Düsseldorf    |    |       |
|       | Duitsland | Keulen        |    |       |
|       | Duitsland | Aken          |    |       |
|       | België    | Verviers      |    |       |
|       | België    | Luik          |    |       |
|       | België    | Namen         |    |       |
|       | België    | Charleroi Sud |    |       |
|       | Frankrijk | Maubeuge      |    |       |
|       | Frankrijk | St Quentin    |    |       |
| 13:40 | Frankrijk | Parijs Noord  |    | 16:47 |

Op 23 mei 1993 volgde een vernummering tot EC 30,31. Op 14 december 1997 reed de Molière voor het laatst en werd de dienst overgenomen door de Thalys tussen Parijs en Keulen.